# Brachiaria echinulata
Brachiaria echinulata är en gräsart som först beskrevs av Carl Christian Mez, och fick sitt nu gällande namn av Parodi. Brachiaria echinulata ingår i släktet Brachiaria och familjen gräs. Inga underarter finns listade i Catalogue of Life.